# Mareau-aux-Prés
Mareau-aux-Prés ist eine französische Gemeinde mit 1.669 Einwohnern (Stand: 1. Januar 2022) im Département Loiret in der Region Centre-Val de Loire. Sie gehört zum Arrondissement Orléans und zum Kanton Beaugency. Die Einwohner werden Mareprésiens genannt.

## Geographie
Mareau-aux-Prés liegt etwa zehn Kilometer südwestlich von Orléans an der Loire. Umgeben wird Mareau-aux-Prés von den Nachbargemeinden Chaingy im Norden, Saint-Pryvé-Saint-Mesmin im Nordosten, Saint-Hilaire-Saint-Mesmin im Osten, Mézières-lez-Cléry und Cléry-Saint-André im Süden, Dry im Südwesten, Meung-sur-Loire im Westen sowie Saint-Ay im Westen und Nordwesten.

## Bevölkerungsentwicklung
| 1962                       | 1968 | 1975 | 1982 | 1990 | 1999 | 2006 | 2018 |
| -------------------------- | ---- | ---- | ---- | ---- | ---- | ---- | ---- |
| 999                        | 932  | 1009 | 1034 | 1092 | 1140 | 1233 | 1429 |
| Quellen: Cassini und INSEE |      |      |      |      |      |      |      |

## Sehenswürdigkeiten
- Kirche Saint-Hippolyte aus dem Jahre 1860
- Mauerreste der früheren Burg von Estrepoy aus dem 12. Jahrhundert
- Reste des Gutshofs von La Malanderie aus dem 15. Jahrhundert

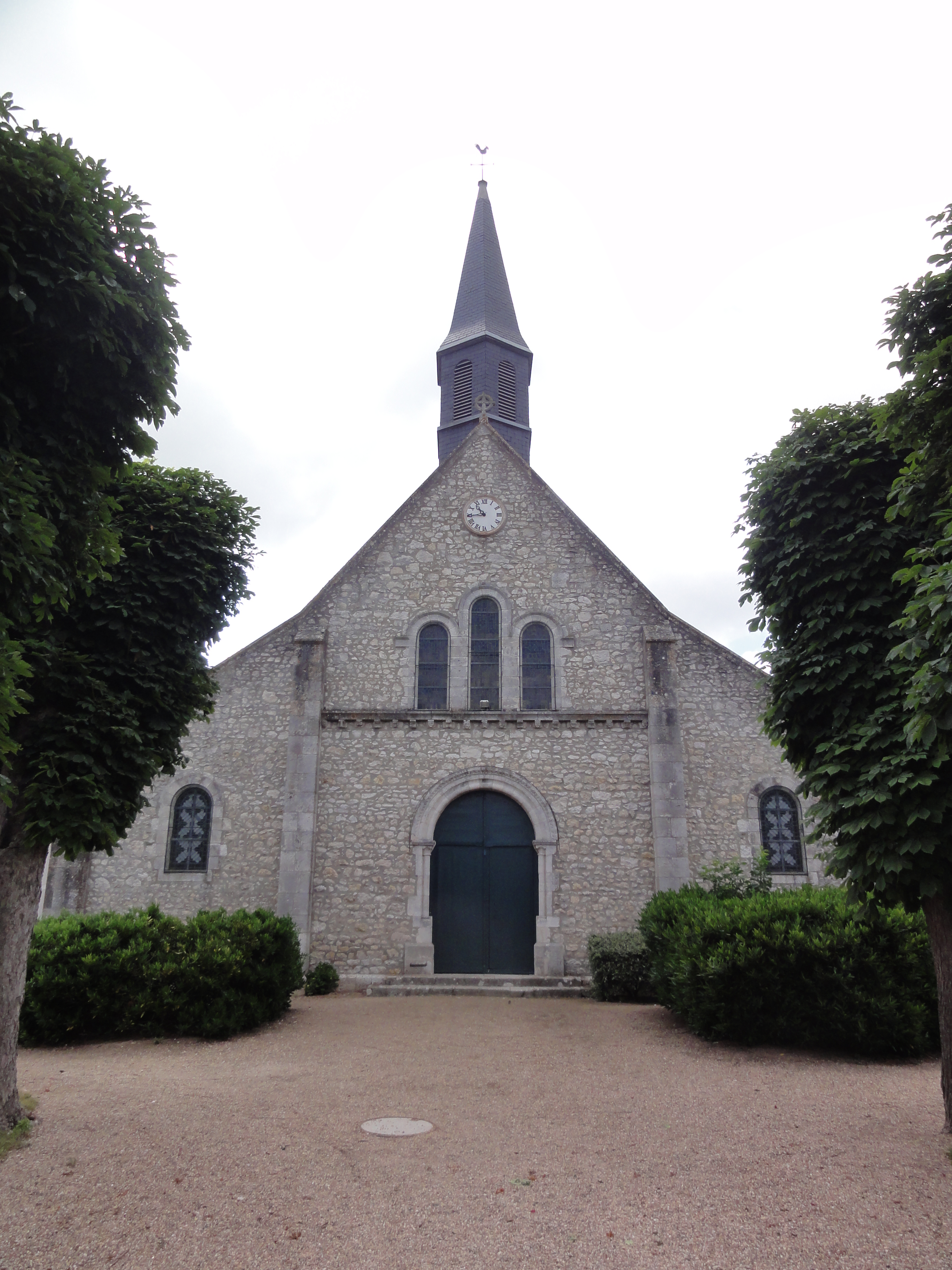
Kirche Saint-Hippolyte

## Gemeindepartnerschaft
Mit der deutschen Gemeinde Stetten in Baden-Württemberg besteht seit 2013 eine Partnerschaft.